# Беженцы гражданской войны в Ливии в 2011
Беженцы гражданской войны в Ливии в 2011 — ливийцы, вынужденные покинуть свои дома во время гражданской войны в Ливии и искать убежище в соседних государствах — таких как Тунис, Египет, Чад и на территории Европейского союза. Хотя большую часть беженцев составляют арабы и берберы, на территории Ливии временно проживает множество представителей других национальностей, прибывших из субэкваториальной Африки.  Многие из них тоже бежали из Ливии во время первой волны эмиграции. Общее количество ливийских беженцев равнялось миллиону в 2011 году. Большинство из них вернулось домой, когда гражданская война закончилась. В январе 2013 года Советом по правам человека ООН из 59 425 беженцев в целом было зарегистрировано 5252 человека из Ливии.
Согласно статье в Le Monde от 13 мая 2014, в Тунисе число беженцев из Ливии колебалось между 600 000 и 1 000 000 человек, многие из которых были оппозиционерами, поддерживающими партии «Джамахирия» и Муаммара Каддафи. Эти цифры равны соответственно 10 % и 15 % населения Ливии перед вмешательством НАТО.
Согласно статье Барбары Слевин, напечатанной в Al Monitor 5 августа 2014, президент Туниса Монсеф Марзуки упомянул о двух миллионах ливийцев, то есть трети населения страны до вмешательства НАТО, которые нашли временное убежище в Тунисе.
Согласно статье в Le Monde от 13 мая 2014 , в Тунисе число беженцев из Ливии колебалось между 600 000 и 1 000 000 человек, многие из которых были оппозиционерами, поддерживающими партии Джамахирия и Муаммара Каддафи. Эти цифры равны соответственно 10 % и 15 % населения Ливии перед вмешательством НАТО.
Согласно статье Барбары Слевин, напечатанной в Al Monitor 5 августа 2014 президент Туниса Монсеф Марзуки упомянул о двух миллионах ливийцев, то есть трети населения страны до вмешательства НАТО, которые нашли временное убежище в Тунисе.

## История вопроса

### Начало
В первые дни войны, держа путь из Триполи, границу Ливии и Туниса пересекало по 4000 беженцев в день. Среди них были как ливийцы, так и другие нации — египтяне, тунисцы и турки. 1 марта 2011 года власти Высшей комиссии ООН подтвердили существование дискриминации в отношении субэкваториальных африканцев, которых удерживают в плохих условиях на не принадлежащей никому территории между Тунисом и Ливией 10 мая 2011 года The Week выпустили статью, утверждающую, что около 746 000 людей бежали из Ливии с начала войны.
В Раз Айдир, на пропускном пункте между Ливией и Тунисом, был создан лагерь для беженцев вместимостью 10 000 человек. Вскоре он был переполнен, дав убежище от 20 000 до 30 000 людей. К 3 марта 2011 года ситуация там описывалась как «логистический кошмар», а Всемирная организация здравоохранения предупредила о риске эпидемии.
Чтобы удовлетворить нужды людей, остановившихся в Раз Айдире, Всемирная продовольственная программа и Помощь мусульманам во Франции построили кухню, чтобы готовить завтраки для семей. Международный комитет Красного Креста, который это предложил, передал обустройство другого лагеря — Шуша Красному полумесяцу Туниса . С 24 марта 2011 ВПП предоставила более 42 500 готовых обедов на египетский пограничный пункт Саллум.
Более 5000 ливийцев-берберов покинули свои дома в горах Нафуса и получили убежище в области Дехиба в юго-восточной части Туниса между 5 и 12 апреля 2011.
The Sunday Telegraph сообщил 11 сентября, что почти все население Таварга — города с 10 000 жителей, было вынуждено покинуть свои дома, после того как поселение заняли солдаты, боровшиеся с режимом Каддафи. Как сообщает статья, в Таварга жили большей частью черные ливийцы, и возможно это событие являлось частью «этнической чистки», спровоцированной частично расизмом, а частично тем, что население Таварга поддерживало Каддафи в битве за Мисурату.
1 октября 2011 представитель Красного Креста Абдельхамид Альменди сказал, что более 50 000 ливийцев бежали из Бенгази с момента начала войны в феврале.

## После войны 2011 года
В январе 2013 года количество внутренних беженцев равнялось 59 425, включая 5252 человека из Ливии. Несмотря на это, статья в Le Monde от 14 мая 2014 утверждала, что «числа варьируются между 600 000 и одним миллионом по подсчетам Министерства внутренних дел Туниса. Если добавить тех, кто остановился в Египте, то ливийцев за границами своей родины будет почти два миллиона — из общего числа в шесть миллионов. Согласно журналисту Барбаре Слевин и ее статье в Al Monitor от 5 августа 2014, президент Туниса Монсеф Марзуки сообщил, что два миллиона ливийцев — треть популяции страны до войны — бежали в Тунис.
Согласно журналисту Барбаре Слевин и ее статье в Al Monitor от 5 августа 2014, президент Туниса Монсеф Марзуки сообщил, что два миллиона ливийцев — треть популяции страны до войны, бежали в Тунис.

### Места поселения беженцев
Бенгази — область с наибольшим количеством зарегистрированных беженцев. 115 000 людей пребывают там, что составляет 27,6 % всех ливийских беженцев. На втором месте Адждабия с 31 750 (7,6 %) людей, Эль-Байда — 21,500 (5,2 %), Абу-Салим — 21 475 (5,1 %), Бени Валид — 20 000 (4,8 %), Эз-Зинтан — 19 425 (4,7 %), Тобрук — 16 375 (3,9 %), Ель-Аджайлат — 13 500, Джазур — 10 105 (2,4 %), Сабха — 7 215 (1,7 %). В этих десяти местах проживает 67,9 % внутренних мигрантов.

### Иммиграция в Европу
После революции 2011 года в Тунисе и гражданской войны в Ливии, итальянский остров Лампедуза стал точкой прибытия беженцев из этих стран. В феврале итальянский министр внутренних дел Фраттини сообщил, что количество ливийских беженцев, стремящихся достичь Италии, может достигать 200 000 или 300 000 человек. 45 000 беженцев прибыло в Лампедузу в первые пять месяцев 2011 года.